# Смирнов Володимир Олександрович (астроном)
Володимир Олександрович Смирнов (5 квітня 1936 року, Одеса) — викладач фізики, радянський, російський та український астроном, историк науки та письменник. За час діяльності виконував громадські доручення: протягом 7 років секретар партійного бюро факультету Автоматичного електрозв'язку Одеського електротехнічного інституту зв'язку ім. 10 років виконував обов'язки відповідального секретаря Всесоюзного Астрономо-Геодезичного товариства (ВАГО), а також був членом Спеціалізованої вченої ради захисту дисертацій при Одеському університеті ім. І. І. Мечникова та ін. Сферою наукової роботи є малі тіла Сонячної системи, метеори і комети та їх фізика. Автор закінченої серії книг «Реквієм XX століття» в 5 частинах з Епілогом, об'ємом близько 6000 сторінок тексту, а також єдиної за цією тематикою монографії «Спектри короткочасних атмосферних світлових явищ: метеори». Автор понад 100 статей у наукових фахових виданнях та ЗМІ, кандидат фізико-математичних наук, доцент кафедри фізики.

## Біографія та діяльність
Народився 5 квітня 1936 р. у м. Одеса Одеської області Української РСР у сім‘ї наукової інтелігенції. Батько був завідувачем кафедри політекономії Одеського державного університету імені О. М. Горького, виеонувачем обов'язків професора. Мати працювала на електростанції і в Одеському консервному інституті хіміком-технологом і викладачем. У липні 1938 року Олександр Смирнов, батько Володимира Смирнова, помер.
У період румунської окупації Володмир Смирнов в 1943—1944 році навчався в школі імені П. С. Столярського, що згорів 144 року, в ліцеї при консерваторії. Після закінчення румунської окупації продовжував навчатися у школі імені проф. П. С. Столярського, яку перенесли на 4-й поверх школи на вулиці Толстого. По фортепіано він навчався у цій школі у Розалії Соломонівни Коган-Шварцман. Муздесятилітку імені проф. П. С. Столярського закінчив 1954 року, отримавши срібну медаль.
Після невдалого вступу до філософського факультету Московського державного університету імені М. В. Ломоносова, він вступив на фізико-математичний факультет Одеського університету імені І. І. Мечникова, де навчався у 1954—1959 роках. Університет закінчив, отримавши диплом з відзнакою.
1959 року В. А. Смирнов одружився з однокурсницею Поржезинською Яніною. У сім'ї Смирнових народилися дочка Тетяна (1961), син Олександр (1970), у сім'ї дві онуки: Марія та Дар'я, два онуки: Євген та Артем, а також правнуки Софія та Дмитро.
Після закінчення університету Володимир Смирнов за призначенням працював молодшим науковим співробітником Полтавської гравіметричної обсерваторії АН УРСР. У Полтаві працював на тему «Рух полюсів Землі», написав статтю спільно з астрономом М. Панченко. Вступив до заочної аспірантури на кафедрі астрономії в ОДУ ім. І. І. Мечнікова. Організував у Полтаві нове відділення ВАГО. Першою статтею Володимира Смирнова була робота, написана у студентські роки: «Про значення робіт Л. Ейлера з теорії музики», надрукована у студентській університетській збірці. За неї автором було отримано премію.
У 1961—1964 роках, повернувшись до Одеси, вступив до очної аспірантури при Одеському університеті під керівництвом спочатку професора Ігоря Астаповича, а після його від'їзду до Києва — під керівництвом член-кор АН УРСР, професора Володимира Цесевича. В Одеській обсерваторії при Університеті Володимир Смирнов займався теорією та практикою спектрофотометрії метеорів. Робота проходила за участю аспірантів із наукових установ Фрунзе та Ашхабада.
Член-кор. АН СРСР Всеволод Фединським було організовано спільну роботу Володимира Смирнова із співробітниками Ашхабадської астрофізичної лабораторії з метою фотометричної обробки спектрів за методикою, запропонованою Смирновим, за допомогою розробленої і побудованої ним установки «метеорний спектросенситометр». На тему наукової роботи, що розробляється, аспірантом С. Мухамедназаровим із Ашхабада надалі були захищені кандидатська та докторська дисертації.
До 1969 року Володимир Смирнов продовжував працювати в Астрономічній обсерваторії науковим співробітником. 1968 року захистив кандидатську дисертацію на тему «Спектрофотометрія метеорів», отримавши диплом кандидата фізико-математичних наук. З 1969 року працював в ОЕІС імені О. С. Попова старшим викладачем, а з 1972 року — доцентом, отримавши атестат доцента кафедри фізики у 1975 році. З наукової роботи продовжував займатися метеорною тематикою, а також публікував роботи методичного та філософського характеру, усі роки читав науково-популярні лекції з фізики та астрономії.
У 1974-76 р.р. працював в Одеському сільськогосподарському інституті на кафедрі фізики та метеорології на посаді доцента; у 1976—1999 рр. — доцентом на кафедрі фізики в Національній академії зв‘язку імені О. С. Попова, тісно співпрацюючи з Одеською обсерваторією. 1999 року, після виходу на пенсію, Володимир Смирнов повернувся працювати на посаді доцента кафедри фізики Національної Академії зв'язку імені О. Попова.
Після публікації Володимиром Смирновим монографії «Спектри короткочасних атмосферних світлових явищ: метеори», Вчена рада Д 26.208.01 при Головній астрономічній обсерваторії Національної Академії наук України була представлена в 1999 року дисертаційна робота «Спектри метеорів» для захисту наукового ступеня доктора фізико-математичних наук за спеціальністю 01.03.03 — геліофізика та фізика Сонячної системи. Роботу не було прийнято до захисту з формальної причини — комісія не виявила трьох «ваківських» статей. Слід зазначити, що дисертацію «Спектри короткочасних атмосферних світлових явищ: метеори» було представлено ще раніше в ОДУ ім. Мечникова та на вченій раді ВАТ ОГУ від 24 травня 1993 р. було прийнято таку постанову: «Приймаючи до уваги високий рівень наукових праць з метеорної астрономії та фізики, які Смирнов В. А. протягом понад 30 років, Вчена рада вважає за доцільне висунути дисертацію Смирнова В. А. на здобуття наукового ступеня доктора фізико-математичних наук за спеціальністю 01.03.03 геліофізика та фізика Сонячної системи». Підписано головою вченої ради ВАТ ОДУ доктором фізматом. наук професором Є. Крамер. Причина захисту, що не відбувся, невідома.
З 1989 року Володимир Смирнов брав участь у роботі товариства «Одеський Меморіал», будучи його членом, а також членом товариства «Постраждалі від політичних репресій». Наразі заступник голови товариства «Одеський Меморіал».
Володимир Смирнов — член Європейського Геофізичного союзу та асоційований член міжнародної організації COSPAR. По лінії товариства «Одеський Меморіал» понад 15 років вивчав архівні дані, пов'язані з політичними репресіями в СРСР.

## Досягнення
Володимир Смирнов — автор понад 60 наукових статей з астрономії та історії, всього опубліковано понад 100 статей.
Як історик науки опублікував чотири статті у виданнях Інституту історії Природознавства та техніки РАН та три статті у випусках «Сторінки історії астрономії в Одесі». Автор книги про спектри метеорів та 5-томного дослідження сталінських репресій «Реквієм XX століття». Володимир Смирнов — учасник багатьох міжнародних конференцій з фізики метеорного явища. Активна участь він брав у щорічних міжнародних конференцій Всесвітньої метеорної організації, наукових Асамблеях COSPAR. В даний час опубліковано заключну 5-ту частину серії книг «Реквієм XX століття» (Одеса, «Астропринт», 2000—2010. (У 5-й частині 1280 сторінок тексту, 320 ілюстрацій разом із кольоровою вкладкою). У книгах поміщені також щоденники за 1940—1990 роки викладача школи імені професора П. С. Столярського — В. Швеця разом зі спогадами та коментарями автора серії книг. У нарисах, присвячених репресіям проти одеської інтелігенції, представлені долі отця Святослава Ріхтера — Теофіла Ріхтера, композитора С. Орлова, радіофізика Бориса Федоровича Цомакіона, ректорів Інституту Народної освіти, директорів Археологічного музею, дружини співака Петра Лещенка — співачки Віри Білоусової, багатьох інших артистів, письменників, викладачів. Наведено опис життя в Одесі під час румунської окупації у воєнні роки. Всі нариси написані строго за документальними даними з використанням архівно-наслідкових справ. На закінчення серії книг «Реквієм XX століття» було випущено «Епілог» (840 сторінок) у 2018 році видавництвом «Астропринт». В «Епілозі», крім відомостей історичного порядку, про часи ожинки з описом причин вбивства Сергія Кірова, і докладніших відомостей про дії Леніна і Сталіна, вміщено нариси-повісті — спогади А. Зубової, більшу частину життя провела в таборах, розстріл дідуся Н. Матвєєнко В. Чайковського, вченого-хіміка В. Опоцького, співробітників кафедри топографічної хірургії Одеського Медичного інституту, розстріл сім'ї священика грецької церкви Василя Кіоті та ін.
Книги, випущені в Одесі на тематику серії книг «Реквієм XX століття» зазвичай мають посилання на нариси з книг «Реквієм XX століття» Володимира Смирнова. Так, у випущеній у 2010 році «Книзі першої. Реабілітовані історією. Одеська область» українською мовою використано три нариси Смирнова, опубліковані в 1-й частині серії книг «Реквієм XX століття», а саме: «Репресований лікар», «О дайте, дайте мені волю», «Осуд ректор університету». У різних виданнях є посилання статті Володимира Смирнова, присвячені фізиці випромінювання метеорів, і навіть статті, присвячені історії науки.
А саме: на статтю, присвячену репресованому директору ВАТ Костянтину Покровському (Див. "Історико-астрономічні дослідження, вип. XXVI, с. 177—190. Видавництво «Наука» 2001), також на статті, присвячені Святославу і Теофілу Ріхтерам в 1-й частині серії книг «Реквієм XX століття», у різних ЗМІ. Так, статтю з одеської газети «Слово», присвячену Ріхтерам під назвою «Віднесені вітром», було перекладено німецькою мовою музикознавцем Детлафом Гайовим .
Ця перекладена стаття Detlaf Gajowy під назвою: Vladimir Smirnov «Vom Winde verweht» (Zur Familiengeschichte Svjatoslav Richters) має безліч посилань в Інтернеті німецькою мовою. Безліч відгуків викликала стаття В. А. Смирнова в газеті «Известия» (Москва) від 3 липня 1998 «Теофіл Ріхтер, отець Святослава», а також перша публікація про долю Теофіла Ріхтера в одеській газеті «Вісник регіону» від 13 червня 1998 : «Доля Теофіла Ріхтера»

## Праці
- Смирнов В. А. Игорь Станиславович Астапович — исследователь метеорных явлений (к 90-летию со дня рождения) // Земля и Вселенная. — 1998. — № 2. — С. 43–48.
- Смирнов В. А. Наблюдения за искусственными небесными телами, 88, 17, 1994
- Мозгова A.M. Часова еволюція спектра метеора 9-10 серпня 1965 року / A.M. Мозгова, K.I. Чурюмов, В. О. Смірнов // Вісник Київського національного університету імені Тараса Шевченка. Астрономія. — 2013. — № 1 (50). — С. 49-52.
- Mozgova A.M. Optical meteor spectrum observed on 9/10 August 1965 / A.M. Mozgova, V.A. Smirnov, K.I. Churyumov, V.O. Ponomarenko // Астрономічна школа молодих учених. Актуальні проблеми астрономії і космонавтики: тези доп. міжнародної конференції, 15–17 травня 2013 року, Біла Церква. –2013. –С. 61
- Смирнов В. А.  Спектры кратковременных атмосферных световых явлений: метеоры.Спектры кратковременных атмосферных световых явлений: метеоры. М.: Изд. фирма «Физ.-мат. лит.», 1994.
- Астапович И. С. «Занимательные очерки о метеоритах» — под редакцией В. А. Смирнова — Одесса: Астропринт 2015 год.
- Смирнов В. А. Реквием XX века: в 5-ти частях с эпилогом. / В. А. Смирнов. Одесса: Астропринт, 2005—2018. Часть 1. Часть 2. Часть 3. Часть 4. Часть 5. Эпилог. Реквием — Приложение к эпилогу: фрагменты поэмы А.Ахматовой, муз. Вл. Швец.

Найбільш характерні статті Володимира Смирнова можна знайти на сайті Одеської Астрономічної Обсерваторії, розділ Різне:
- Музыка и Гармония Вселенной (о работах Л.Эйлера и И.Кеплера, связанных с теорией музыки и открывших 390 лет назад «Основное уравнение астрономии»
- Природа метеорных вспышек. Опубликовано в журнале «Радиотехника»: Всеукраинский межведомственный научно-технический сборник 2010, вып. 160. С. 139—144. Харьков.
- Peculiarities of meteor radiation. Опубликовано в журнале: Advances in Space Research. Vol. 39. Number 4 2007. «Meteors: Quantitative Spectroscopy».

## Про нього
- Державний архів Одеської області. Путівник — Випуск 1. Фонди особового походження /упорядкув. В. Ф. Онопрієнко. — Одеса: Прес-кур'єр, 2012. — 292 с.-С. 176—178.
- Голубовский Е. Книжный развал: «Владимир Смирнов. Реквием XX века. В пяти томах. Часть V» // Дерибасовская угол Ришельевской. Одесса. № 48.
- Людвик О. Гражданский подвиг писателя // Пресс-курьер. 15 — 21 декабря 2011 года № 50 (938).
- Матвеенко Н. А. «Окончен труд, завещанный от Бога» // Пресс-курьер. 7 марта 2019 года № 10 (1314).
- Матвеенко Н. А. Эти книги будут изучать // Вечерняя Одесса. 11 августа 2011 года.
- Detlef Gojowy. «Beobachtungen, Verfolgungen und Chroniken neuer Tonkunst», стр.189, 630—638.
- О Владимире Александровиче Смирнове // Меценат и Мир. № 41-42-43-44. С. 555.
- Смирнов Володимир Олександрович. Ukrainian Virtual Observatory. Процитовано 12 травня 2023.